# 前田勝宏
前田勝宏（1971年6月23日—），1992年以西武獅隊的第二指名順位加盟日本職棒，2002年來台加盟中華職棒興農牛隊時登錄名為前田克拓。前田於社會人棒球隊時期即投出過156km/h的球速，為日本著名的速球投手之一。

## 基本資料
- 英文名字：Maeda Katsuhiro
- 日文名字：まえだ かつひろ
- 身高體重：188公分、97公斤
- 投打習慣：右投右打
- 守備位置：投手
- 出身地：日本兵庫縣神戸市
- 最高學歷：日本神戶市立弘陵高校

## 經歷
- 神戶市立弘陵高校青棒隊
- 王子飯店棒球隊（業餘社會人）
- 日本職棒西武獅隊
- 美國職棒紐約洋基隊（新人聯盟～小聯盟３Ａ）
- 中華職棒興農牛隊
- 義大利聯盟
- 中國棒球協會上海金鷹隊
- 三菱重工神戶棒球隊（業餘社會人）
- 岩手21紅魔鬼野球軍團（社會人球隊）
- 四國九州棒球聯盟長崎聖徒隊
- 關西獨立聯盟明石紅戰士隊
- 神戶市垂水區的「SPORTS DEPO 學園南店」擔任棒球顧問

## 職棒生涯戰績
- 日本職棒西武獅隊時期-三年共出賽25場0勝2敗0救援 防禦率高達4.89
- 中華職棒興農牛隊時期-出賽24場3勝4敗5救援 防禦率4.25
- 義大利聯盟時期-6勝1敗0救援 防禦率3.00
- 中國棒球聯賽上海金鷹隊時期-0勝5敗0救援 防禦率3.62
- 四國九州棒球聯盟時期-出賽33場9勝5敗5救援 防禦率1.90

## 外部連結
- 前田勝宏在台灣棒球維基館上的頁面 （繁體中文）
- 前田勝宏在日本職棒（英语）
- 前田勝宏在中華職棒
- 前田勝宏在Baseball-Reference.com（小聯盟以及海外聯盟）（英语）
- 前田勝宏在The Baseball Cube（英语）